# الدوري السويدي الدرجة الأولى 1997
الدوري السويدي الدرجة الأولى 1997 (بالسويدية: Division 1 i fotboll 1997)‏ هو موسم من الدوري السويدي الدرجة الأولى. فاز فيه Hammarby IF ‏.